# Glasögontumlare
Glasögontumlare (Phocoena dioptrica) är en sällsynt art bland familjen tumlare. Den skiljer sig från de andra arterna genom att den har mörka ringar runt ögonen. 

## Utseende
Glasögontumlaren är ett robust djur med litet huvud och knappt någon nos. De har mer eller mindre tydliga mörkgrå eller bruna strimmor utefter kroppen. En av de tydliga strimmorna sträcker sig från munnen till bröstfenorna.
Vuxna exemplar har svart ovansida och vit undersida. Gränsen mellan dessa två områden är hos de flesta individer tydlig. Ibland förekommer en mörk fläck kring blåshålet och hos några individer finns en ljusare region vid ryggfenan som liknar en sadel. Honorna är allmänt ljusare än hanarna.
De mörka läpparna har ljusa kanter.
Hos unga individer är ovansidan mörkgrå och undersidan ljusgrå.
Det svenska namnet syftar på en cirkelrund fläck vid varje öga som är omgiven av en ljusare eller vit ring.
Angående fenornas utformning finns variationer mellan olika populationer.
En glasögontumlare kan bli upp emot 2,2 meter lång och den väger vanligen mellan 55 och 80 kilogram med upp till 115 kilogram för hanar medan honorna är något mindre.
Glasögonumlaren har 16 till 26 tänder per sida i överkäken och 17 till 23 tänder per sida i underkäken. Tänderna liknar en spade eller ett stift till utseendet och de är ibland gömda i käken.

## Utbredning
Glasögontumlaren lever i Sydamerikas södra tempererade kusthav framför allt på kontinentens östra sida. Man antar att glasögontumlaren också håller till i de antarktiska vattnen och man har sett tumlarna så långt norrut som utefter Brasiliens kust, Falklandsöarna, Tasmanien och södra Australien.

## Föda
I magsäcken från ett fåtal undersökta glasögontumlare hittades småfisk och kräftdjur.

## Ekologi
Glasögontumlarna är havslevande, men i sällsynta fall simmar de upp i floder med sötvatten.
Arten jagas troligtvis av späckhuggare och av leopardsäl. Vid Tasmanien hittades ett exemplar som hade små sår som antagligen orsakats av små hajar. Kadaver av döda exemplar äts snabbt upp av fåglar som kelptrut och jättestormfåglar och påträffas därför sällan.

## Status och hot
Man vet inte säkert hur många glasögontumlare det finns i världen beroende på att man träffar på dem så sällan. Trots att arten har ett stort utbredningsområde, är det ovanligt att exemplar hamnar som bifångst i fiskredskap som nät.
IUCN listar arten som livskraftig (LC).

## Namn
Arten har fått sitt trivialnamn på grund av de mörka ringarna runt ögonen och även det vetenskapliga artepitetet dioptrica syftar på dessa ringar.